# Christian Julius Hansen
Christian Julius Hansen (født 6. maj 1814, død 15. marts 1875) var en dansk komponist og organist.
Som 11-årig blev han på grund af sin smukke stemme optaget på Sibonis konservatorium, men da hans stemme gik i overgang koncentrerede han sig om at studere komposition. Han blev opmuntret af både Hartmann og Weyse, og tilegnede Hartmann sit første trykte værk, Seks romancer (1835). I 1840 deltog han i den samme konkurrence som Gade vandt med sin Ossianouverture. Hansens bidrag fik "hæderlig omtale", opførtes senere i Musikforeningen og er efter hans død udgivet af Samfundet til udgivelse af dansk musik.
Udover at komponere virkede Christian Julius Hansen som musiklærer og fra 1845-1851 som organist ved Garnisons Kirke og derefter som klokker (hvilket var bedre lønnet!!) og som kordirigent. Han dirigerede bl.a. Livjægersangforeningen, Odeon og Handels- og kontoristsangforeningen. Fra 1848 var han Hartmanns meddirigent i Studentersangforeningen og fra 1853 til sin død leder af koret. Han faldt godt til i studenterverdenen med sit joviale og gemytlige væsen og bidrog meget til at prøverne fik en kammeratlig og studentikos tone, overraskede i øvrigt ved sine forbløffende indfald i improviserede taler og ved sit uopslidelige humør ved fester og på ture. Kong Frederik 7. satte stor pris på Christian Julius Hansen, der færdedes meget ved hoffet og 1852 blev han udnævnt til kongelig kammermusiker, hvilket gav ham det kærligt mente øgenavn Kammermusikken blandt studentersangerne.

## Musik
- Seks romancer (1835)
- Ouverture i c-mol (ca. 1836)
- Ouverture i E-dur (konkurrencebidraget 1839)
- musik til C. Hostrups studenterkomedier
- Leonora di Massa Carrara (operetteparodi 1855)
- Kong Rosmer (operetteparodi 1857)
- En Søndag paa Alperne (operetteparodi)
- Vandmøllen i Apenninerne (operetteparodi 1874)
- Han gynged paa Havet (mandskor 1835)
- Dejlige Øresund (mandskor 1847)
- Nu grønnes Skoven atter (mandskor 1847)
- Husker du i Høst (mandskor 1853)
- Rørfuglen (syngespil 1860)
- Sørgekantate over Frederik 7. (1863)
- Bagatelle en forme d'une valse (klaver)
- Charakteristiske Smaaestykker componerede for Hendes Naade Fru Baronesse Danner
- I Nød og Fare (kantate ved Frimurerlogens indvielse 1864)
- En Vaardag (kantate for solo, kor og orkester)